# Mariano Arrate
Mariano Arrate, född 12 augusti 1892 i San Sebastián, död 24 december 1963 i San Sebastián, var en spansk fotbollsspelare.
Arrate blev olympisk silvermedaljör i fotboll vid sommarspelen 1920 i Antwerpen.